# Xiling (köping i Kina, Henan)
Xiling (kinesiska: 西陵, 西陵镇) är en köping i Kina. Den ligger i provinsen Henan, i den centrala delen av landet, omkring 120 kilometer öster om provinshuvudstaden Zhengzhou.
Genomsnittlig årsnederbörd är 833 millimeter. Den regnigaste månaden är juli, med i genomsnitt 193 mm nederbörd, och den torraste är januari, med 4 mm nederbörd.